# Poranopsis discifera
Poranopsis discifera är en vindeväxtart som först beskrevs av C. K. Schneider, och fick sitt nu gällande namn av Staples. Poranopsis discifera ingår i släktet Poranopsis och familjen vindeväxter. Inga underarter finns listade i Catalogue of Life.